# Ведия, Хулио де
Хулио Фабиан де Ведия исп. Julio Fabián de Vedia; 20 января 1826, Буэнос-Айрес — 26 августа 1892, там же) — аргентинский военный и государственный деятель, дивизионный генерал. Первый губернатор Территорио-Насьональ-дель-Гран-Чако (1872—1875).

## Биография
Родился в семье Николаса де Ведиа, генерала армии Аргентины. В 1838 г. вместе с отцом под давлением властей Хуана Мануэля де Росаса отправился в изгнание в Монтевидео. Там стал офицером артиллерии в армии Фруктуосо Риверы. В ходе Гражданской войны в Уругвае участвовал в битве при Арройо Гранде (1842), защите Монтевидео от армии Мануэля Орибе (1843).
В 1855 году вернулся на родину. Вступил в армию Государства Буэнос-Айрес и был отправлен в форт Асуль. Провёл несколько успешных кампаний против индейцев племени арауканы. В феврале 1858 года получил чин полковника. Командовал кавалерийским полком № 1.
Принял участие в военной кампании, вошедшей в историю, как «Завоевание пустыни», в ходе которой произошло покорение территории, ранее занятой индейскими племенами. В ходе этой кампании сначала вперёд продвигались войска, а затем на занятой ими территории основывались поселения.
27 октября 1863 года Хулио де Ведиа основал в этих местах военный лагерь, который он назвал «9 июля» в честь даты принятия Декларации независимости Аргентины в 1816 году. Передвинул границу с индейцами на 90 км дальше на запад. Затем оставался на границе.
Участвовал в Парагвайской войне (Битва при Пирибебуй, взятие Асунсьона) и Гражданской войне в Аргентине.
В мае 1873 года назначен командующим национальными силами.
В 1876 году был назначен руководителем Национального военного училища. В 1880 году участвовал в революции в Буэнос-Айресе под управлением Карлоса Техедора и был командующим вооруженными силами, которые сражались в двух основных битвах — при Корралеса и Пуэнте-Альсина. После поражения был уволен из армии.
В августе 1883 года был восстановлен и повышен в звании до генерала дивизии. Служил в Генеральном штабе армии Аргентины, был инспектором артиллерийских и кавалерийских подразделений. Кроме того, был членом Высшего военного совета Аргентины.